# 納羅斯海峽
納羅斯海峽（The Narrows，意為「窄塹」）是中美洲國家聖基茨和尼維斯的海峽，連接加勒比海和大西洋，分隔北面的聖基茨島和南面的尼維斯島，其很狹窄，最窄处仅3公里。